# Orange Grove Mobile Manor
Orange Grove Mobile Manor – jednostka osadnicza w Stanach Zjednoczonych, w stanie Arizona, w hrabstwie Yuma.